# Dona Felicidade
"Dona Felicidade" é uma música de 1985 do grupo Trem da Alegria, que foi incluída no LP Trem da Alegria do Clube da Criança e fez sucesso no Brasil, tornando-se uma das canções mais conhecidas do grupo.
A faixa traz a participação especial da atriz e cantora Lucinha Lins.

## Produção e lançamento
A canção foi a segunda música de trabalho do álbum Trem da Alegria do Clube da Criança, e foi composta por Michael Sullivan e Paulo Massadas, que também compuseram a música do primeiro single lançado pelo grupo, "Uni, duni, tê", do mesmo ano.  
A música foi divulgada em um número substancial de programas, como o FM TV, da Rede Manchete. No primeiro programa de Lucinha Lins no canal mencionado anteriormente, chamado Lupu Limpim Clapa Topo, "Dona Felicidade" foi cantada por ela e pelo grupo.
Com o sucesso do Trem da Alegria em 1985, um extended play (EP) foi lançado e vendido exclusivamente pela rede de supermercados Sendas, nele a faixa "Dona Felicidade" consta sem a participação de Lucinha Lins, o único lançamento onde essa versão é disponível.
A música também está presente na primeira coletânea do grupo Trem da Alegria, lançada em 1992 e na compilação Focus: O essencial de Trem da Alegria da gravadora BMG.

## Versões
A canção foi regravada por alguns artistas no Brasil. A primeira vez pela cantora e apresentadora Angélica, em seu álbum autointitulado, lançado em 1994.
Em 1996, os cantores do programa Buéréré, da estação de televisão SIC, regravou a canção no álbum A Turma Big Buéréré.
Em 2002, 17 anos após o lançamento da primeira versão da música pelo Trem da Alegria, a apresentadora Eliana regravou a canção em seu álbum É Dez. Um videoclipe para a faixa também foi feito e lançado em VHS e DVD.
Em 2014, a cantora Lettícia, gravou a canção para a novela Chiquititas.

## Lista de faixas
- Créditos adaptados da contracapa do LP Dona Felicidade.[12]

Lado A
| N.º | Título            | Compositor(es)                  | Participação | Duração |  |
| 1.  | "Dona Felicidade" | Michael Sullivan Paulo Massadas | Lucinha Lins | 3:20    |  |

Lado B
| N.º | Título                     | Compositor(es)                  | Participação | Duração |  |
| 1.  | "* Dona Feliicidade" (B.G) | Michael Sullivan Paulo Massadas |              | 2:09    |  |